# 秋山武太郎
秋山 武太郎（あきやま たけたろう、1884年 - 1949年7月17日）は、日本の数学者・教師。学制改革以前の京北中学校や武蔵高等学校で教鞭を執り、多数の数学入門書を出版し、広く知られた。

## 概要
京北中学3年のときに秋山が学級担任だった古在由重（哲学者）は、フロリアン・カジョリの『数学史 (A History of Mathematics)』の一節を読むなど、数学史のエピソードを英文で読み上げたりする秋山の授業によって数学への興味が湧いたと述べており、また、絵画を好み、将棋も強かったという人柄を伝えている。
武蔵高校で秋山の授業を受けた高橋秀俊（物理学者）は、「武蔵の授業で本当に楽しかったのは、『わかる幾何学』などの著書で今日でも名の知れている、 秋山武太郎先生の幾何学の名調子の講義であった。」と回顧している。
科学史家の岡邦雄は、1935年のラジオ評の中で、数学について「多少漫談的な、それでいて暗示的な話」ができる適任者として、松村定次郎、柳原吉次とともに秋山の名を挙げている。
湯川秀樹は、自伝『旅人』の中で秋山の『わかる幾何学』に言及し、「西洋の数学者に関するエピソードがところどころに入っていた。この本が一番面白かった。」と述べている。

## おもな著作
秋山が著した数学入門書の多くは、秋山の死去後も、春日屋伸昌の改訂によって1980年代まで版を重ねた。また、『幾何学つれづれ草』のように「大正時代のベストセラー」と評され、1990年代に新版が出るものもあるなど、多くが長く読み継がれた。戦前の数学教育は現代と違って初等幾何学を重視しており、旧制高校の入試に必ず出題されたため星野華水のチャート式と並んで長らくの入試バイブルであった。

### 単著
- 詳解代数学講義 因数分解之部、工業書院、1911年
- 平面幾何學教科書、明治書院、1919年
- 幾何学つれづれ草、高岡書店、1919年（後に、高岡本店、サイエンス社から再刊）
- 微分積分早わかり、高岡書店、1921年（後に、葛城書房、日新出版からわかる数学全書として再刊）
- 幾何の大意、高岡書店、1922年
- 解析幾何学講要、高岡書店、1923年
- 解析幾何講要、高岡書店、1925年
- 平面立体幾何学、共立社書店、1929年
- 画法幾何、共立社書店、1931年
- わかる幾何学 立体篇、高岡本店、1932年（後に、日新出版からわかる数学全書として再刊）
- 平面幾何学、共立出版、1933年
- 平面立体幾何学演習、共立社、1935年
- 平面幾何・幾何入門、研究社、1940年
- わかる微積分（上・下）、高岡本店、1940年（内容の一部が後に、日新出版からわかる数学全書として再刊）
- わかる微分學、葛城書房、1941年（後に、日新出版からわかる数学全書として再刊）
- わかる三角法、葛城書房、1947年（後に、日新出版からわかる数学全書として再刊）
- わかる積分学、高岡本店、1952年（後に、日新出版からわかる数学全書として再刊）
- わかる幾何学 増補改版、高岡本店、1952年（後に、日新出版からわかる数学全書として再刊）

### 共著
- （根津千治との共著）代数の研究：師なくして学び得らるる（正・続）、高岡書店、1920年
- （黒河龍三との共著）平面幾何学、弘道館、1930年（後に、共立出版から再刊）

## わかる数学全書
全10巻構成で、第7巻を以ってシリーズ終了告知まで行った。新仮名に直したとはいえ、春日屋による呼称は変更されていない。秋山武太郎による旧版は、日本の著作権法が没後50年失効を崩していなかったためパブリックドメインとして扱われている。
- 第1巻　 わかる代数学
- 第2巻　 わかる三角法
- 第3巻　 わかる幾何学
- 第4巻　 わかる立体幾何学
- 第5巻　 解析幾何早わかり
- 第6巻　 微分積分早わかり
- 第7巻　 微分方程式早わかり (春日屋伸昌単独による書籍)
- 第8巻　 わかる微分学
- 第9巻　 わかる積分学
- 第10巻　わかる常微分方程式 (春日屋伸昌単独による書籍)